# Du Arena
du Arena, còn được gọi là Etihad Park vì lý do tài trợ, là một địa điểm âm nhạc ngoài trời và nhà hát ở đảo Yas, Abu Dhabi, Các Tiểu vương quốc Ả Rập Thống nhất. Đây là địa điểm ngoài trời lớn nhất của khu vực. Etihad Park có sức chứa từ 25.000 khán giả đến 40.000 khán giả trong các buổi hòa nhạc. Địa điểm là một phần của khu phức hợp Ferrari World Abu Dhabi. Hằng năm, địa điểm tổ chức các buổi hòa nhạc của các nghệ sĩ sau Chặng đua GP Abu Dhabi. Madonna, Lana Del Rey, Guns N' Roses, Coldplay, Katy Perry, Usher và Blackpink là một số nghệ sĩ đã biểu diễn tại đây.

## Buổi hòa nhạc
| Ngày                 | Nghệ sĩ                                                 | Chuyến lưu diễn                       |
| -------------------- | ------------------------------------------------------- | ------------------------------------- |
| 29 tháng 10 năm 2009 | Beyoncé                                                 | I Am... World Tour                    |
| 30 tháng 10 năm 2009 | Jamiroquai                                              | —                                     |
| 31 tháng 10 năm 2009 | Kings of Leon                                           | —                                     |
| 1 tháng 11 năm 2010  | Aerosmith                                               | 2009 Tour                             |
| 12 tháng 11 năm 2010 | Kanye West                                              | —                                     |
| 13 tháng 11 năm 2010 | Linkin Park                                             | A Thousand Suns World Tour            |
| 14 tháng 11 năm 2010 | Prince                                                  | Prince 20Ten                          |
| 24 tháng 11 năm 2010 | Sarah McLachlan                                         | —                                     |
| 26 tháng 11 năm 2010 | Nelly Furtado                                           | —                                     |
| 16 tháng 12 năm 2010 | Guns N' Roses                                           | Chinese Democracy Tour                |
| 11 tháng 2 năm 2011  | Eric Clapton                                            | —                                     |
| 11 tháng 3 năm 2011  | Thirty Seconds to Mars                                  | Into the Wild Tour                    |
| 18 tháng 3 năm 2011  | Stevie Wonder                                           | —                                     |
| 29 tháng 4 năm 2011  | Shakira                                                 | The Sun Comes Out World Tour          |
| 13 tháng 10 năm 2011 | Janet Jackson                                           | Number Ones, Up Close and Personal    |
| 25 tháng 10 năm 2011 | Metallica Nervecell                                     | 2011 Vacation Tour                    |
| 11 tháng 11 năm 2011 | Britney Spears                                          | Femme Fatale Tour                     |
| 12 tháng 11 năm 2011 | Incubus The Cult                                        | If Not Now, When? Tour                |
| 13 tháng 11 năm 2011 | Paul McCartney                                          | On the Run Tour                       |
| 16 tháng 12 năm 2011 | Sade                                                    | Sade Live                             |
| 2 tháng 3 năm 2012   | David Guetta                                            | —                                     |
| 29 tháng 3 năm 2012  | Elton John                                              | Greatest Hits Tour                    |
| 3 tháng 6 năm 2012   | Madonna                                                 | The MDNA Tour                         |
| 4 tháng 6 năm 2012   | Madonna                                                 | The MDNA Tour                         |
| 2 tháng 11 năm 2012  | Kylie Minogue                                           | —                                     |
| 3 tháng 11 năm 2012  | Nickelback                                              | Here and Now Tour                     |
| 4 tháng 11 năm 2012  | Eminem                                                  | —                                     |
| 30 tháng 11 năm 2012 | The Jacksons                                            | Unity Tour                            |
| 31 tháng 1 năm 2013  | Kanye West                                              | —                                     |
| 14 tháng 3 năm 2013  | Sting                                                   | Back to Bass Tour                     |
| 22 tháng 3 năm 2013  | Andrea Bocelli                                          | —                                     |
| 28 tháng 3 năm 2013  | Guns N' Roses                                           | Appetite for Democracy Tour           |
| 19 tháng 4 năm 2013  | Metallica                                               | 2013 Summer Tour                      |
| 19 tháng 10 năm 2013 | Rihanna GTA                                             | Diamonds World Tour                   |
| 31 tháng 10 năm 2013 | Amr Diab Elissa Hussain Al Jassmi                       | —                                     |
| 1 tháng 11 năm 2013  | Jay-Z                                                   | Magna Carter World Tour               |
| 2 tháng 11 năm 2013  | Muse                                                    | The 2nd Law World Tour                |
| 3 tháng 11 năm 2013  | Depeche Mode                                            | The Delta Machine Tour                |
| 21 tháng 2 năm 2014  | The Rolling Stones                                      | 14 On Fire                            |
| 25 tháng 4 năm 2014  | Macklemore & Ryan Lewis                                 | —                                     |
| 23 tháng 5 năm 2014  | Justin Timberlake                                       | The 20/20 Experience World Tour       |
| 29 tháng 5 năm 2014  | Black Sabbath                                           | 13 Tour                               |
| 20 tháng 11 năm 2014 | Tamer Hosny Carole Samaha Fayez Al Saeed Mohammed Assaf | —                                     |
| 21 tháng 11 năm 2014 | Armin van Buuren                                        | —                                     |
| 22 tháng 11 năm 2014 | Pharrell Williams                                       | —                                     |
| 23 tháng 11 năm 2014 | The Who The Wanton Bishops                              | The Who Hits 50!                      |
| 25 tháng 4 năm 2015  | Robbie Williams                                         | Let Me Entertain You Tour             |
| 1 tháng 10 năm 2015  | Bon Jovi                                                | Bon Jovi Live! Tour                   |
| 8 tháng 10 năm 2015  | Dave Matthews Band                                      | Fall International 2015 Tour          |
| 20 tháng 11 năm 2015 | Mötley Crüe                                             | Mötley Crüe Final Tour                |
| 26 tháng 11 năm 2015 | Cheb Khaled Fares Karam Aryam                           | —                                     |
| 27 tháng 11 năm 2015 | Enrique Iglesias                                        | Sex and Love Tour                     |
| 28 tháng 11 năm 2015 | Florence and the Machine                                | How Big, How Blue, How Beautiful Tour |
| 29 tháng 11 năm 2015 | Blur Barns Courtney                                     | The Magical Whip Tour                 |
| 24 tháng 11 năm 2016 | Pitbull                                                 | —                                     |
| 25 tháng 11 năm 2016 | The Chemical Brothers                                   | —                                     |
| 26 tháng 11 năm 2016 | Lionel Richie                                           | —                                     |
| 27 tháng 11 năm 2016 | Rihanna                                                 | Anti World Tour                       |
| 31 tháng 12 năm 2016 | Coldplay                                                | A Head Full of Dreams Tour            |
| 2 tháng 3 năm 2017   | Rod Stewart                                             | Rod Stewart: The Hits Tour            |
| 9 tháng 11 năm 2017  | Tony Hadley                                             | —                                     |
| 23 tháng 11 năm 2017 | Calvin Harris                                           | —                                     |
| 24 tháng 11 năm 2017 | J. Cole                                                 | 4 Your Eyez Only World Tour           |
| 25 tháng 11 năm 2017 | Mumford & Sons                                          | Wilder Mind Tour                      |
| 26 tháng 11 năm 2017 | P!nk                                                    | P!nk Live 2017 Tour                   |
| 31 tháng 12 năm 2017 | Katy Perry                                              | Witness: The Tour                     |
| 22 tháng 11 năm 2018 | Post Malone                                             | Beerbongs & Bentleys Tour             |
| 23 tháng 11 năm 2018 | The Weeknd                                              | —                                     |
| 24 tháng 11 năm 2018 | Sam Smith                                               | The Thrill of It All Tour             |
| 25 tháng 11 năm 2018 | Guns N' Roses                                           | Not in This Lifetime... Tour          |
| 5 tháng 4 năm 2019   | Migos                                                   | —                                     |
| 26 tháng 4 năm 2019  | Andrea Bocelli                                          | —                                     |
| 4 tháng 9 năm 2019   | Red Hot Chili Peppers                                   | —                                     |
| 25 tháng 10 năm 2019 | Eminem                                                  | Rapture 2019 / Kamikaze Tour          |
| 28 tháng 11 năm 2019 | Marshmello                                              | —                                     |
| 29 tháng 11 năm 2019 | Future Gucci Mane                                       | —                                     |
| 30 tháng 11 năm 2019 | Lana Del Rey                                            | The Norman Fucking Rockwell! Tour     |
| 1 tháng 12 năm 2019  | The Killers                                             | —                                     |
| 31 tháng 12 năm 2019 | Bruno Mars                                              | —                                     |
| 9 tháng 12 năm 2021  | Khalid                                                  | —                                     |
| 10 tháng 12 năm 2021 | Stormzy                                                 | —                                     |
| 11 tháng 12 năm 2021 | Lewis Capaldi                                           | —                                     |
| 12 tháng 12 năm 2021 | Martin Garrix DJ Snake                                  | —                                     |
| 17 tháng 11 năm 2022 | Dave Usher                                              | —                                     |
| 18 tháng 11 năm 2022 | Swedish House Mafia                                     | —                                     |
| 19 tháng 11 năm 2022 | Kendrick Lamar                                          | The Big Steppers Tour                 |
| 20 tháng 11 năm 2022 | Def Leppard                                             | —                                     |
| 24 tháng 11 năm 2022 | Andrea Bocelli                                          | —                                     |
| 3 tháng 12 năm 2022  | Post Malone                                             | —                                     |
| 28 tháng 1 năm 2023  | Blackpink                                               | Born Pink World Tour                  |